# Rivière Cochrane
La rivière Cochrane est une rivière canadienne située à l'extrême-nord des provinces du Manitoba et de la Saskatchewan. Située dans la forêt boréale du Bouclier canadien, elle coule de la baie Wellbelove, à l'extrémité nord du lac Wollaston, au nord-est de la Saskatchewan, jusqu'à l'extrémité nord-est du lac Reindeer, au Manitoba, et ce, en formant un arc de cercle se dirigeant d'abord vers le nord-est pour ensuite redescendre vers le sud puis le sud-ouest. La rivière possède un bassin versant de 28 400 kilomètres carrés et fait partie du bassin versant de la rivière Churchill. 
D'une longueur de 250 kilomètres, la rivière coule vers le nord puis vers l'est à travers les lacs Bannock et Charcoal en Saskatchewan, puis coule vers le sud à travers des lacs Misty et Brochet au Manitoba  avant d'entrer dans la baie Brochet à l'extrémité nord-est de la section manitobaine du lac Reindeer.
La localité manitobaine éloignée de Lac Brochet est située aux abords du lac Brochet alors que Brochet et Barren Lands se trouvent près de l'embouchure de la rivière. 

### liens externes
- Ressource relative à la géographie :   - Base de données toponymiques du Canada
- Notices d'autorité :   - VIAF
  - LCCN
  - Israël